# Sportfotografi

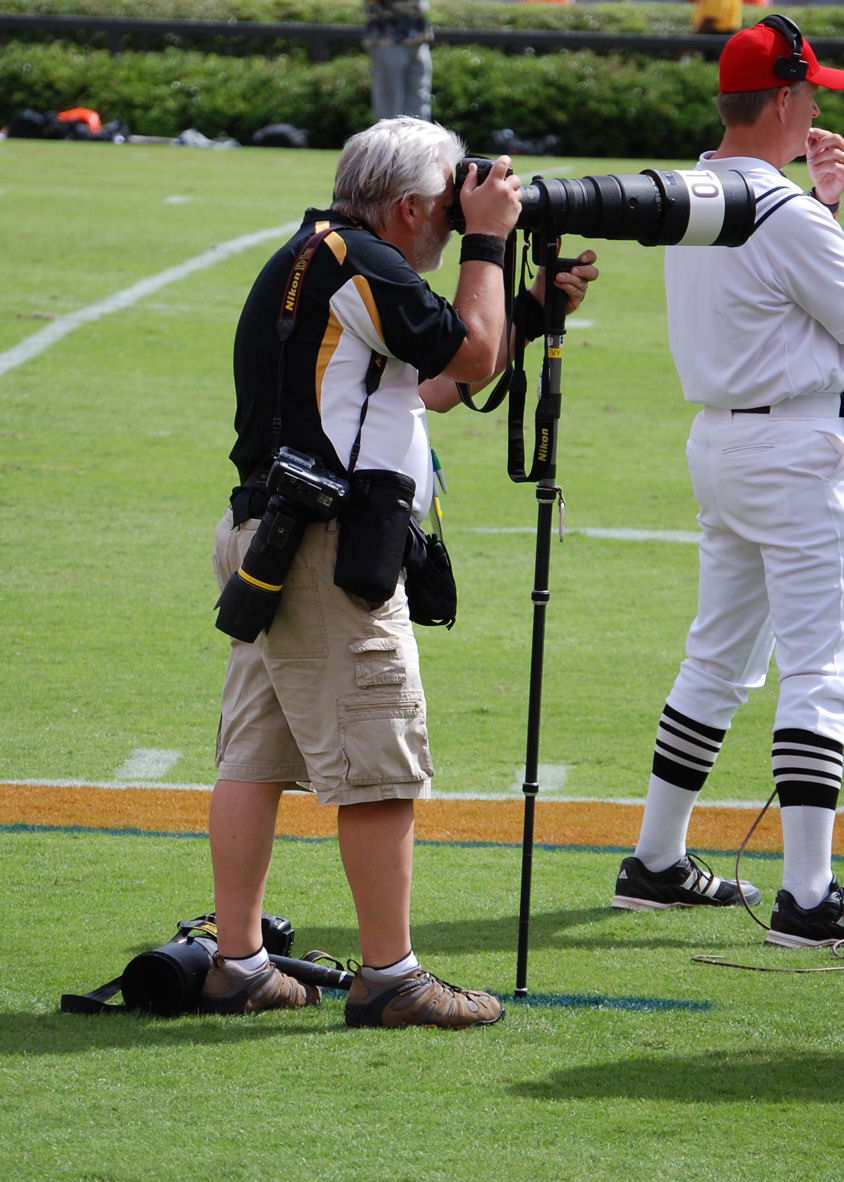
Sportfotograf med långt teleobjektiv för att fånga ett rörligt motiv ute på plan under tävling.

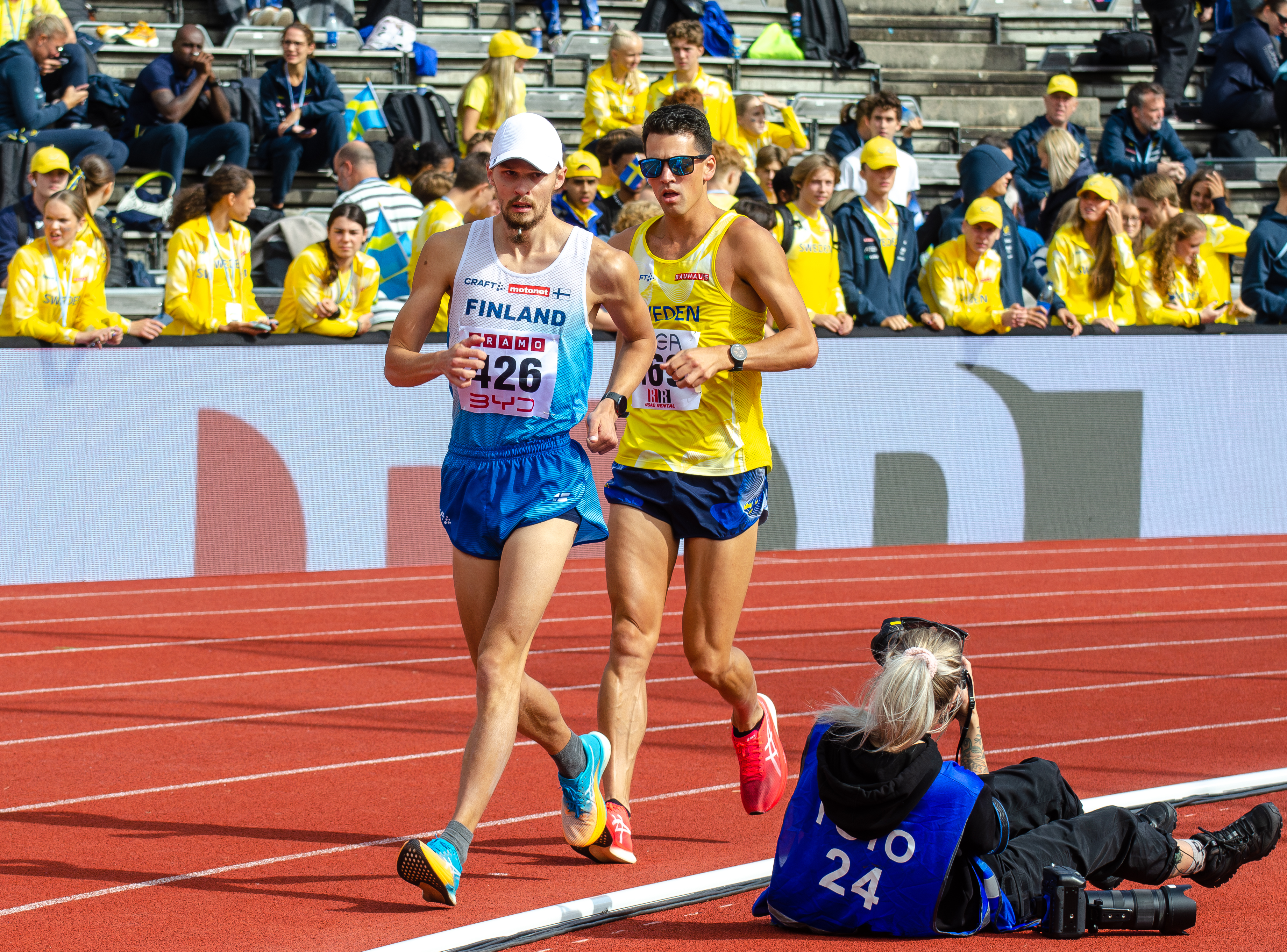
Fotograf ligger ner för att få en viss vinkel på gångarna Aleksi Ojala och Perseus Karlström under Finnkampen 2023 på Stockholm Stadion.

Sportfotografi är fotografering av pågående sporthändelser.
Sport- och aktionfotografi är svårt eftersom det kräver ingående kännedom om motivets rörelsemönster och regelverk. Det handlar om en snabb rektionsförmåga och lätthanterlig teknik. Utrustningen för sportfotografi överensstämmer med den som krävs för djur- och fågelfotografi. Det vill säga att småbildskameror används i mycket hög utsträckning. Rörliga motiv kräver en kort exponeringstid för att bibehålla en hög skärpa.